# John M. Slack
John Mark Slack Jr., född 18 mars 1915 i Charleston i West Virginia, död 17 mars 1980 i Alexandria i Virginia, var en amerikansk politiker (demokrat). Han var ledamot av USA:s representanthus från 1959 fram till sin död.
Slack är begravd på begravningsplatsen Cunningham Memorial Park i St. Albans i West Virginia.